# Ai Jing
Ai Jing (chiń. upr. 艾敬; pinyin Ài Jìng; ur. 10 września 1969 w Shenyang, Liaoning) – chińska wokalistka popowo-rockowa.

## Dyskografia
| Rok  | Oryginalny tytuł | Angielskie tłumaczenie | Uwagi             |
| ---- | ---------------- | ---------------------- | ----------------- |
| 1992 | 我的一九九七     | My 1997                |                   |
| 1995 | 艳粉街的故事     | Story of Yanfen Street |                   |
| 1996 | 追月             | Chasing the Moon       |                   |
| 1999 | Made in China    | (n/a)                  |                   |
| 2003 | 是不是梦         | Is it a Dream?         |                   |
| 2006 | 艾在旅途         | Ai on the Road         | compilation album |
| 2007 | 我的1997和2007   | My 1997 and 2007       | compilation album |